# Molophilus (Molophilus) apicispinulus
Molophilus (Molophilus) apicispinulus is een tweevleugelige uit de familie steltmuggen (Limoniidae). De soort komt voor in het Oriëntaals gebied.